# Pserimos
Pserimos (em grego:   Ψέριμος) é uma pequena ilha do arquipélago do Dodecaneso, Grécia, no sul do mar Egeu. Pserimos tem 14,615 km2 e situa-se entre Calímnos e Cós frente à costa da Turquia. Tem 7,35 km de comprimento por 3,5 km de largura máxima. É a maior das ilhas dependentes de Calímnos, entre as quais Telendos, Palí, Kalolimnos, Kyriaki e Imia.
É parte do município de Calímnos, e tinha 130 habitantes no censo de 2001. A principal indústria é o turismo, com turistas atraídos pela sua localização remota. Há várias praias e várias tabernas, algumas das quais oferecem alojamento.
Pserimos é servida por um ferry-boat diário a partir de Fócia, na ilha de Calímnos, e é um destino no itinerário de vários navios de cruzeiro.